# The Little Nigar
The Little Nigar, également connu comme Le Petit Nègre ou The Little Negro, est une pièce pour piano de Claude Debussy publiée en 1909.

## Présentation
The Little Nigar est publié pour la première fois en 1909 par A. Leduc dans la Méthode élémentaire de piano de Théodore Lack (sous le no 39), puis réédité séparément par Leduc en 1934, avec répétition des mesures 21-53. 
La partition comporte en note : « cake-walk = Danse nègre dite Danse du gâteau ». 
La pièce, dont le titre original de Debussy est The Little Nigar, est également connue comme Le petit nègre ou The Little Negro,.

## Analyse
The Little Nigar est un cake-walk, à l'instar du Golliwog's Cake-Walk qui clôt le recueil des Children's Corner. L’œuvre est en do majeur, à 
, allegro giusto,.
C'est la « pièce la plus rudimentaire, la plus simple d'exécution du piano de Debussy », ce qui fait qu'elle est « accessible aux apprentis pianistes » et très populaire.
Le début de la partition est traversé de staccatos, rythmes déhanchés et tierces chromatiques d'accompagnement auxquels succède un « unisson attendri du couplet en fa ». Dans l’œuvre, « la mélodie secondaire rappelle très curieusement Chabrier. Les basses en tierces chromatiques descendantes et de menus détails d'harmonie permettent de reconnaître la griffe de l'auteur — sauvant cette bluette de la banalité ».
En 1913, Debussy réutilisera le thème principal de The Little Nigar comme thème du soldat anglais dans La Boîte à joujoux,.
La durée d'exécution moyenne de la pièce est de deux minutes environ.
Dans le catalogue des œuvres du compositeur établi par le musicologue François Lesure, The Little Nigar porte le numéro L 122 (114).

## Discographie
- Debussy : Piano works Vol. 2, François-Joël Thiollier (piano), Naxos 8.553291, 1995[5].
- Debussy : Complete Works for Piano, Volume 3, Jean-Efflam Bavouzet (piano), Chandos Records CHAN 10467, 2008[6].
- Debussy : The Solo Piano Works, Noriko Ogawa (piano), BIS Records CD 1955/56, 2012[7].
- Debussy : Early and late piano pieces, Steven Osborne (piano), Hyperion Records CDA 68390, 2022[8].
- Claude Debussy : The complete works, CD 3, Aldo Ciccolini (piano), Warner Classics, 2018[9].